# Filip al II-lea, Duce de Burgundia
Filip al II-lea de Burgundia supranumit Filip cel Îndrăzneț (în franceză Philippe le Hardi, în neerlandeză Filips de Stoute; n. 17 ianuarie 1342, Pontoise, Seine-et-Oise, Franța – d. 27 aprilie 1404, Halle, Flandra, Belgia) aparținând Casei de Valois, Conte de Burgundia din 1363 până la sfârșitul vieții. De asemenea, a fost Duce de Touraine între 1360 și 1363 și Duce de Flandra și Artois (jure uxoris) din 1384 până la sfârșitul vieții ca Filip al IV-lea. El a fost fondatorul Casei de Valois-Burgundia.
Filip a fost cel de- al patrulea și cel mai mic fiu al regelui Ioan al II-lea al Franței și al primei sale soții, Bonna de Boemia. S-a căsătorit cu contesa Margareta a III-a de Flandra cu care a avut 10 copii dintre care șapte au atins vârsta maturității. 